# Rie Mastenbroek
Hendrika Wilhelmina „Rie” Mastenbroek (ur. 26 lutego 1919 w Rotterdamie, zm. 6 listopada 2003 tamże) — holenderska pływaczka, specjalizująca się w stylu dowolnym. trzykrotna złota medalistka olimpijska z 1936.
Podczas Letnich Igrzysk Olimpijskich w 1936 w Berlinie zdobyła w wyścigach stylem dowolnym trzy złote medale: na dystansie 100 i 400 metrów oraz w sztafecie 4 × 100 metrów. Zdobyła także srebro w wyścigu na 100 m stylem grzbietowym, w którym wyprzedziła ja tylko jej rodaczka Nida Senff. W 1934 zdobyła także trzy złote i jeden srebrny medal, podczas mistrzostw Europy. Dziewięciokrotnie pobiła rekord świata. Znajduje się w Międzynarodowej Galerii Sław Pływania.